# Munford (Alabama)
Munford é uma Região censo-designada localizada no estado americano de Alabama, no Condado de Talladega.

## Demografia
Segundo o censo americano de 2000, a sua população era de 2446 habitantes.

## Geografia
De acordo com o United States Census Bureau, a localidade tem uma área de 28,6 km², sem área coberta por água. Munford localiza-se a aproximadamente 201 m acima do nível do mar.

## Localidades na vizinhança
O diagrama seguinte representa as localidades num raio de 24 km ao redor de Munford.